# Richard LeCounte
Richard Lee LeCounte III (geboren am 11. September 1998 in Riceboro, Georgia) ist ein US-amerikanischer American-Football-Spieler auf der Position des Safety in der National Football League (NFL). Er spielte College Football für die University of Georgia und wurde im NFL Draft 2021 in der fünften Runde ausgewählt.

## Frühe Jahre
LeCounte besuchte die Liberty County High School in Hinesville, Georgia. Als Senior wurde er zum 2016 Savannah Morning News Male Athlete of the Year und zum Football Defensive Player of the Year gewählt. LeCounte spielte im 2017 U.S. Army All-American Bowl. Als 5-Sterne-Rekrut entschied er sich, an die University of Georgia zu gehen.

## College
Ab 2017 ging LeCounte auf die University of Georgia, um College Football für die Georgia Bulldogs zu spielen. Als True Freshman spielte LeCounte im Jahr 2017 in 10 Spielen und hatte 15 Tackles. Als Sophomore startete er 2018 in 13 von 14 Spielen und führte das Team mit 74 Tackles und einer Interception an. Als Junior startete er 2019 alle 14 Spiele und hatte 61 Tackles und vier Interceptions. 2020 spielte er auch sein Senior-Jahr für Georgia.

## NFL

### Cleveland Browns
Am 1. Mai 2021 wurde LeCounte im NFL Draft 2021 mit dem 169. Pick von den Cleveland Browns ausgewählt. Am 13. Mai 2021 unterschrieb er seinen Rookie-Vertrag über 4 Jahre.
Am 3. Oktober 2022 wurde LeCounte von den Browns gewaived und auf den Practice Squad re-signed. Er wurde am 19. Oktober 2022 entlassen.

### Los Angeles Rams
Am 14. Dezember 2022 erhielt LeCounte einen Platz im Practice Squad der Los Angeles Rams. Am 9. Januar 2023 unterschrieb er einen Reserve/Futures-Vertrag. Er wurde am 14. August 2023 gewaived.

### Tampa Bay Buccaneers
Am 22. August 2023 wurde LeCounte von den Tampa Bay Buccaneers verpflichtet. Er wurde am 29. August 2023 gewaived und erhielt einen Platz auf dem Practice Squad. Er kam 2023 in zwei Spielen zum Einsatz. Im April 2024 wurde LeCounte von den Buccaneers entlassen.